# Ahigal
Ahigal és un municipi a la província de Càceres, a la comunitat autònoma d'Extremadura (Espanya). Limita amb Palomero, Cerezo, Santibáñez el Bajo, Valdeobispo, Guijo de Granadilla i Oliva de Plasencia.
| 2001 | 2002 | 2003 | 2004 | 2005 | 2006 |
| ---- | ---- | ---- | ---- | ---- | ---- |
| 1528 | 1479 | 1636 | 1605 | 1580 | 1559 |